# فولتا كاتالونيا 2002
فولتا كاتالونيا 2002 (بالإسبانية: Volta a Cataluña 2002)‏ هو سباق دراجات هوائية، وهو الموسم رقم 82 من السباق، وأقيم خلال الفترة 17 يونيو 2002، وحتى 23 يونيو 2002، وامتدّ لمسافة 716.4 كيلومتر، وهو أحد سباقات Hors catégorie ‏.
فاز فيه بالمركز الأول  روبيرتو إيراس، وبالمركز الثاني  ايتور جارمنديا، وبالمركز الثالث  لويس بيريز رودريغيز.

## الفائزون
| الترتيب | الفائز              |
| ------- | ------------------- |
| الفائز  | روبيرتو إيراس       |
| الثاني  | ايتور جارمنديا      |
| الثالث  | لويس بيريز رودريغيز |